# Anne Sophie Pellissier
Anne Sophie Pellissier (ur. 4 stycznia 1987 w Saint-Martin-le-Vinoux) – francuska snowboardzistka. Nie startowała na igrzyskach olimpijskich. Najlepszy wynik na mistrzostwach świata osiągnęła na mistrzostwach w Kangwŏn, gdzie zajęła 18. miejsce w halfpipe’ie. Najlepsze wyniki w Pucharze Świata osiągnęła w sezonie 2007/2008, kiedy to zajęła 26. miejsce w klasyfikacji generalnej, w klasyfikacji halfpipe’a była szósta.

## Sukcesy

### Mistrzostwa Świata
| Miejsce | Dzień       | Rok  | Miejscowość | Konkurencja | Zwycięzca     |
| ------- | ----------- | ---- | ----------- | ----------- | ------------- |
| 25.     | 20 stycznia | 2007 | Arosa       | Halfpipe    | Manuela Pesko |
| 18.     | 23 stycznia | 2009 | Kangwŏn     | Halfpipe    | Liu Jiayu     |

### Puchar Świata

#### Miejsca w klasyfikacji generalnej
- 2005/2006 - 131.
- 2006/2007 - 81.
- 2007/2008 - 26.
- 2008/2009 - 29.
- 2009/2010 - 54.

#### Miejsca na podium
1. Bardonecchia – 27 stycznia 2008 (Halfpipe) - 1. miejsce